# Svartaskjeret (Bergen)
Ne doit pas être confondu avec Svartaskjeret.
Svartaskjeret est une île norvégienne du comté de Hordaland appartenant administrativement à Bergen.

## Description
Rocheuse et désertique, à fleur d'eau, elle s'étend sur environ 42 m de longueur pour une largeur approximative de 23 m. 